# Abdij van Porquerolles
De Abdij van Porquerolles was een cisterciënzer abdij die in 1199 opgericht werd als zusterklooster van de Abdij van Mazan op het eiland Porquerolles (Îles d'Hyères) in het departement Var, regio Provence-Alpes-Côte d'Azur in Frankrijk. De abdij bestond maar kort; ze viel kort na de oprichting ten prooi aan de Saracenen, die van 1198 tot 1505 de regio teisterden.